# Титов, Константин Сергеевич
Тито́в, Константи́н Серге́евич, (род. 6 июня 1976, Кострома, РСФСР, СССР) — российский учёный и онколог, доктор медицинских наук, профессор; ведущий научный сотрудник ГБУЗ «Московский многопрофильный научно-клинический центр им. С. П. Боткина» ДЗМ, профессор кафедры онкологии и рентгенорадиологии им. В. П. Харченко Медицинского института «Российский университет дружбы народов им. Патриса Лумумбы», президент АНО «Национальный Альянс специалистов по опухолям наружных локализаций».

## Биография
Родился в г. Кострома 6 июня 1976 года в семье врача. В 1993 г. закончил среднюю школу № 20 в г. Костроме и медико-биологическую школу при ЯГМИ (Ярославский государственный медицинский институт). В 1999 году окончил лечебный факультет Ярославской государственной медицинской академии.
С 1999 по 2001 годы проходил обучение в клинической ординатуре по специальности «Онкология» на базе онкологических отделений НИИ Клинической онкологии Российского онкологического научного центра им. Н. Н. Блохина РАМН. С октября 2001 года по сентябрь 2002 года проходил обучение в академической аспирантуре Российского онкологического научного центра им. Н. Н. Блохина  РАМН.
В 2002 году прошел профессиональную переподготовку по специальности «Хирургия»  в  РНИМУ им. Н. И. Пирогова МЗ РФ. В 2004 году в Российском онкологическом научном центре им. Н.Н. Блохина защитил кандидатскую диссертацию по специальности «Онкология» на тему: «Адоптивная иммунотерапия у радикально оперированных больных раком желудка».
С сентября 2002 года по июль 2015 года работал врачом-хирургом в онкохиругическом отделении № 10; затем старшим научным сотрудником в РОНЦ им. Н. Н. Блохина РАМН. В 2015 году там же  защитил докторскую диссертацию по специальности «Онкология» на тему: «Внутриполостная биотерапия опухолевых серозитов» .
С июля 2015 года по декабрь 2021 года работал заведующим онкологическим отделением опухолей кожи и мягких тканей в ГБУЗ «Московский  клинический  научно-практический  центр им. А.С. Логинова» ДЗМ.
В 2018 году присвоено ученое звание доцент. В 2024 году присвоено ученое звание профессор.
С 2011 по 2019 годы  последовательно работал  доцентом на кафедре онкологии ФДПО; на кафедре онкологии и лучевой терапии лечебного факультета РНИМУ им. Н.И. Пирогова МЗ РФ. С 29.01.2020 по 26.10.2021 годы - заведующий кафедры хирургии и онкологии факультета непрерывного медицинского образования МИ Российского университета дружбы народов. После реструктуризации и объединения двух кафедр - с 27.10.2021 г. по настоящее время является профессором кафедры онкологии и рентгенорадиологии имени академика В.П. Харченко Медицинского Института РУДН.
С января 2022 года по настоящее время ведущий научный сотрудник ГБУЗ «Московский многопрофильный научно-клинический центр им. С.П. Боткина» ДЗМ. Владеет всеми современными методами диагностики, хирургического, лекарственного и комбинированного лечения пациентов с доброкачественными и злокачественными опухолями  молочной железы, кожи и мягких тканей.
Президент АНО «Национальный Альянс специалистов по опухолям наружных локализаций» с 2021 года.
Семья
- Отец — Титов Сергей Павлович, врач, торакальный хирург высшей категории, заслуженный врач Российской Федерации[17] .

- Мать — Титова Любовь Михайловна, мастер производственного обучения технического лицея.

- Женат, воспитывает троих детей.

## Образование
- 1993—1999 г.г. —  Ярославская государственная медицинская академия[8], лечебный факультет;

- 1999—2002 г.г. — клиническая ординатура по специальности «Онкология», ФГБУ РОНЦ им. Н. Н. Блохина РАМН[9];

- 2001—2002 г.г. — аспирантура по специальности «Онкология», ФГБУ РОНЦ им. Н. Н. Блохина РАМН[9];

- 2002 г. — профессиональная переподготовка по специальности «Хирургия», ФГАОУ РНИМУ им. Н. И. Пирогова МЗ РФ[10];

- Проходил стажировку по онкологии в Марселе (Франция), Тель-Авиве (Израиль) и Мюнхене (Германия).

## Опыт работы
- 2002—2015 г.г. — врач-хирург онкохирургического отделения № 10 ФГБУ РОНЦ им. Н. Н. Блохина РАМН[9];

- 2015 г. — старший научный сотрудник ФГБУ РОНЦ им. Н. Н. Блохина Минздрава РФ[9];

- 2011—2019 г.г. — доцент кафедры онкологии ФНМО РНИМУ им. Н. И. Пирогова МЗ РФ[10];

- 2015—2021 г.г. — заведующий онкохирургическим отделением[13] ГБУЗ МКНЦ им. А. С. Логинова ДЗМ[14];

- 2020—2021 г.г. — заведующий кафедрой хирургии и онкологии ФНМО Медицинского института[4] РУДН[5];

- С 2021 г. по н. в. — профессор кафедры онкологии и рентгенорадиологии имени академика В. П. Харченко[3] Медицинского Института[4] РУДН[5];

- С 2022 г. по н. в. — ведущий научный сотрудник[1] ГБУЗ ММНКЦ им. С. П. Боткина ДЗМ[2].

## Научная деятельность
Основные направления научной и профессиональной деятельности:
- онкологическая хирургия опухолей молочной железы, кожи и мягких тканей;
- онкоиммунология;
- клеточные технологии в онкологии;
- противоопухолевая лекарственная терапия.

Титовым орпубликовано 120 #научных статей в международных и отечественных журналах, посвященных различным направлениям клинической и экспериментальной онкологии, 4 #монографии, 15 #учебных пособий, 2 патента.
Научный руководитель 3 диссертаций, защищенных на соискание ученой степени кандидата медицинских наук и 1 докторской диссертации, посвящённых улучшению результатов диагностики и лечения онкологических больных.

## Общественная деятельность
- Член редколлегии научного медицинского журнала «Российский биотерапевтический журнал»[20].
- Президент АНО «Национальный Альянс специалистов по опухолям наружных локализаций» с 2021 года[6][7]
- Регулярный участник научно-просветительских и популярных передач на центральном и интернет-ТВ в качестве эксперта-онколога.

## Награды и премии
- Благодарственное письмо от Председателя Законодательного собрания города Севастополь за высокий профессионализм и значительный личный вклад в реализацию Национальной программы по борьбе с онкологическими заболеваниями (2019 г.);

- Призер Национальной премии "Мы будем жить!" за исключительный вклад по борьбе с онкологическими заболеваниями (2020 г.)[27];

- Благодарственное письмо от председателя Комитета по труду, социальной политике и делам ветеранов Государственной Думы РФ за многолетний труд, высочайший профессионализм и научные достижения в онкологии (2021 г.)